# Calycopeplus
Calycopeplus é um género botânico pertencente à família Euphorbiaceae.

## Espécies
- Calycopeplus casuarinoides
- Calycopeplus ephedroides
- Calycopeplus oligandrus
- Calycopeplus paucifolius
- etc.

## Nome e referências
Calycopeplus Planch.